# Stazione di Guastalla
Stazione di Guastalla vasútállomás Olaszországban, Guastalla településen.

## Vasútvonalak
Az állomást az alábbi vasútvonalak érintik:
- Parma-Suzzara-vasútvonal
- Reggio Emilia-Guastalla-vasútvonal

## Kapcsolódó állomások
A vasútállomáshoz az alábbi állomások vannak a legközelebb:
- Stazione di Gualtieri (Stazione di Parma, Parma-Suzzara-vasútvonal)
- Stazione di Tagliata (Stazione di Suzzara, Parma-Suzzara-vasútvonal)
- San Giacomo railway station (stazione di Reggio Emilia San Lazzaro, Reggio Emilia-Guastalla-vasútvonal)